# グラント・ケンプ
グラント・ケンプ（Grant Kemp、1988年10月31日 - ）は、香港プレミアシップのヴァレーRFCに所属するラグビー選手。南アフリカ共和国出身。

## プロフィール
- 南アフリカ共和国ケープタウン出身。
- ポジションはプロップ。
- 身長 187cm、体重 139kg
- 香港代表に選ばれたことがある[1]。

## 略歴
SWDイーグルス、サザン・キングスを経て、ヴァレーRFCに所属。
2013年にはサザン・キングスでスーパーラグビーに出場。